# Дривеник
Дривеник (хрв. Drivenik) је насељено место у Винодолска општина, Приморско-горанска жупанија, Хрватска.

## Историја
До територијалне реорганизације у Хрватској био је у саставу старе општине Цриквеница.

## Становништво
У попису становништва из 2011. године, Дривеник је имао 308 становника.
| Број становника према пописима | Број становника према пописима | Број становника према пописима | Број становника према пописима | Број становника према пописима | Број становника према пописима | Број становника према пописима | Број становника према пописима | Број становника према пописима | Број становника према пописима | Број становника према пописима | Број становника према пописима | Број становника према пописима | Број становника према пописима | Број становника према пописима | Број становника према пописима |
| ------------------------------ | ------------------------------ | ------------------------------ | ------------------------------ | ------------------------------ | ------------------------------ | ------------------------------ | ------------------------------ | ------------------------------ | ------------------------------ | ------------------------------ | ------------------------------ | ------------------------------ | ------------------------------ | ------------------------------ | ------------------------------ |
| 1857                           | 1869                           | 1880                           | 1890                           | 1900                           | 1910                           | 1921                           | 1931                           | 1948                           | 1953                           | 1961                           | 1971                           | 1981                           | 1991                           | 2001                           | 2011                           |
| 856                            | 956                            | 976                            | 1.091                          | 1.127                          | 1.018                          | 965                            | 880                            | 646                            | 658                            | 511                            | 504                            | 375                            | 350                            | 325                            | 308                            |

Напомена: Садржи податке за некадашња насеља Домјани и Заград Дривенички, која су од 1910. до 1948. исказивана као насеља. Године 2001. увећано за подручје насеља Бачићи, Бенићи Дривенички, Бенковићи, Церовићи, Чандрли, Дривеник-станица, Горичине, Јерчиновићи, Кларићи, Кокањ, Петриновићи, Плишићи и Шимићи, која су престала да постоје. За та некадашња насеља садржи податке из 1857. до 1991.

## Галерија
- плоча на цркви
- залазак сунца
- споменик Ђулију Кловију
- споменик палим борцима у НОБ-у